# Việt Nam tại Đại hội thể thao bãi biển châu Á 2008
Việt Nam đã tham dự Đại hội thể thao bãi biển châu Á 2008, được tổ chức tại Bali, Indonesia từ ngày 18 tháng 10 đến ngày 26 tháng 10 năm 2008.
Việt Nam xếp thứ 10 toàn đoàn với 2 huy chương vàng, 5 huy chương bạc và 3 huy chương đồng.